# Ajos Efstratios (gmina)
Ajos Efstratios (gr. Δήμος Αγίου Ευστρατίου, Dimos Ajiu Efstratiu) – gmina w Grecji, w administracji zdecentralizowanej Wyspy Egejskie, w regionie Wyspy Egejskie Północne, w jednostce regionalnej Limnos. W jej skład wchodzi wyspa Ajos Efstratios oraz niezamieszkane Ajii Apostoli i Rumbos. Siedzibą gminy jest Ajos Efstratios. W 2011 roku liczyła 270 mieszkańców.